# Hans-Joachim Kuhl
Hans-Joachim Kuhl (* 18. Dezember 1949 in Krefeld) ist ein deutscher Politiker (FDP).
Nach dem Abschluss der Volksschule absolvierte Kuhl eine Lehre als Mechaniker und war im Anschluss als Werkzeugmacher tätig. Nach dem Wehrdienst war er als Berufsfeuerwehrmann für die Stadt Krefeld tätig. Kuhl, der seit 1972 Mitglied der FDP war, war ab 1984 Vorsitzender des FDP-Kreisverbandes Wesel.
Von 1979 bis 1984 war er Ratsherr der Stadt Kamp-Lintfort und dort Vorsitzender der FDP-Ratsfraktion.
Kuhl war von 1985 bis 1995 Abgeordneter des zehnten und elften Landtags von Nordrhein-Westfalen. Er zog jeweils über die Landesliste seiner Partei in den Landtag ein.
Kuhl, ab 1996 als Schatzmeister der nordrhein-westfälischen FDP tätig, war bis 2002 Geschäftsführer des Landesverbandes Nordrhein-Westfalen seiner Partei. Wegen der Stückelung von Spenden und des Verdachts des Verstoßes gegen das Parteiengesetz wurde er im Zuge der Affäre um den damaligen nordrhein-westfälischen Parteivorsitzenden Jürgen Möllemann, als dessen enger Vertrauter er galt, 2002 entlassen.